# There There
There There (The Boney King of Nowhere.) – pierwszy singel angielskiego zespołu Radiohead z ich szóstego albumu Hail to the Thief. Wydany został 26 maja 2003 roku, natomiast trwająca 7:45 minuty wersja demo pojawia się na jednym z kolejnych singli, 2 + 2 = 5. W roku 2004 piosenka była nominowana do Nagrody Grammy w kategorii Best Rock Performance by a Duo or Group with Vocal, ale nagrodę otrzymali Bruce Springsteen i Warren Zevon za "Disorder in the House".
Utwór uplasował się na 4. miejscu brytyjskiej listy przebojów - UK Singles Chart, co jest najwyższą pozycją dla singla zespołu, począwszy od roku 1997 (wydanie Paranoid Android). Znalazł się on także przez 2 tygodnie na szczycie Canadian Singles Chart.

## Teledysk
Wideoklip przedstawia Thoma Yorke'a wędrującego przez las, gdzie znajduje zwierzęta zachowujące się niczym ludzie. Teledysk zdobył także nagrodę MTV Video Music Award for Best Art Direction w roku 2003.

## Lista utworów
CD & 12":
1. "There There" - 5:23
2. "Paperbag Writer" - 3:58
3. "Where Bluebirds Fly" - 4:32